# Castilblanco
Castilblanco é um município da Espanha na comarca de La Siberia, província de Badajoz, comunidade autónoma da Estremadura. Tem 131,6 km² de área e em 2021 tinha 903 habitantes (densidade: 6,9 hab./km²).

## Demografia
| Variação demográfica do município entre 1991 e 2004 [carece de fontes?] | Variação demográfica do município entre 1991 e 2004 [carece de fontes?] | Variação demográfica do município entre 1991 e 2004 [carece de fontes?] | Variação demográfica do município entre 1991 e 2004 [carece de fontes?] |
| ----------------------------------------------------------------------- | ----------------------------------------------------------------------- | ----------------------------------------------------------------------- | ----------------------------------------------------------------------- |
| 1991                                                                    | 1996                                                                    | 2001                                                                    | 2004                                                                    |
| 1526                                                                    | 1403                                                                    | 1318                                                                    | 1200                                                                    |